# Konrádovce
Konrádovce é um município da Eslováquia, situado no distrito de Rimavská Sobota, na região de Banská Bystrica. Tem 7,93 km² de área e sua população em 2018 foi estimada em 339 habitantes.

## Demografia
| Ano:        | 1994 | 2004    | 2014    | 2024   |
| ----------- | ---- | ------- | ------- | ------ |
| Broj ljudi: | 394  | 301     | 339     | 338    |
| Razlika:    |      | -23,60% | +12,62% | -0,29% |

| Ano:               | 2023 | 2024   |
| ------------------ | ---- | ------ |
| Número de pessoas: | 328  | 338    |
| Diferença:         |      | +3,04% |